# Rudolf Stöger-Steiner von Steinstätten
Rudolf Ignatius Stöger-Steiner Freiherr von Steinstätten (eredetileg Rudolf Stöger, a magyar forrásokban gyakran steinstätteni Stöger-Steiner Rudolf vagy Rezső, Pernegg, 1861. április 26. – Graz, 1921. május 12.) osztrák katonatiszt, báró, a Császári és Királyi Hadsereg vezérezredese, az Osztrák–Magyar Monarchia utolsó hadügyminisztere.
Egy gyártulajdonos fiaként látta meg a napvilágot, 1861-ben. Apja korai halálát követően nevelőapja, Joseph Steiner hatására a katonai pályára lépett, tanulmányait a liebenaui gyalogsági hadapródiskolában és a bécsi Hadiiskolában végezte. 1886-tól főhadnagy, több hadosztály és hadtest vezérkarában szolgált. 1891-ben mostohaapjának családnevét felvéve, neve Rudolf Stöger-Steinerre változott, a későbbiek során pedig mostohaapja sikeresen engedélyeztette az uralkodóval, hogy Rudolf örökölhesse nemesi címét és címerét is.
1903-tól ezredes, 1907-től a 74. gyalogezred parancsnoka. 1909-től az 56. görzi gyalogsági dandár vezetője volt. 1909-től vezérőrnagy, 1912-től már altábornagyi rangban a 4. gyaloghadosztály parancsnoka Brünnben. Az első világháború kitörését követően részt vett a galíciai és a téli, kárpáti harcokban, majd a Stöger-Steiner kombinált gyalogoshadosztály (Kombinierte Division Stöger-Steiner) élén részt vett az 1915 májusában végrehajtott gorlicei áttörésben. 1915 júliusától a XV. hadtest parancsnoka az olasz fronton, ahol kitüntette magát az Isonzó mentén vívott összecsapásokban.
A tapasztalt, sikeres harctéri parancsnokot IV. Károly 1917. április 12-én a Monarchia közös hadügyminiszterévé nevezte ki. Beosztásában igyekezett elősegíteni a háborús törekvéseket és hatékonyan átszervezni a hivatali munkát, azonban komoly nehézségeket okoztak számára a mindennapos politikai természetű viták (elsősorban a magyar politikusokkal) és saját romló egészsége. Tisztségét hivatalosan 1918. november 11-ig töltötte be, december 1-én nyugállományba helyezték. Feleségével Grazba vonult vissza, itt hunyt el 1924-ben betegségének következtében .

## Származása és korai pályafutása

### Származása és ifjúsága
A család őséről, Caspar Stögerről először 1798-ban találni említést. Ő feltehetően Rudolf dédapja lehetett, mészárosmester volt. Caspar egyetlen unokája, Georg Franz Stöger gyár- és ingatlantulajdonos volt, aki feleségül vette Maria Agatha Hofert (1837–1901). Három gyermekük született:
- Julius Stöger, 1918. augusztus 25-től Julius Stöger-Steiner Edler von Steinstätten (1860–1943)[4]
- Rudolf Stöger, 1892. október 25-től Rudolf Stöger-Steiner Edler von Steinstätten (1861–1921)[1][5]
- Gustav Stöger, 1891-től Gustav Stöger-Steiner (1864–1933)[6]

A három gyermek édesapja, Georg 1874-ben meghalt. Édesanyjuk, Maria Agathe Hofer újra megházasodott; Joseph Steinerhez (1834–1905) ment feleségül, aki ekkor a 9. Feldjäger (vadász) zászlóalj főhadnagya volt. Ő a porosz–osztrák–dán háború veteránja volt, és szolgálatai elismeréséül két császári dicséretben is részesült, továbbá megkapta a Katonai Érdemkeresztet háborús díszítménnyel. 1887-ben a békeidő alatt kapta meg a Ferenc József-rend lovagkeresztjét, ami századosi rangjához képest szokatlanul magas kitüntetés volt. A tiroli császárvadászok (Tyrolean Kaiserjäger) 1. ezredének parancsnokaként vonult nyugállományba, 1897-ben.
Rudolf Stöger 1861. április 26-án született a Stájerországi Perneggben. Édesapja 1874-es halálát követően Joseph Steiner nemcsak mostohaapja, hanem egyben atyai barátja is lett, akinek ösztönzésére 1878-ban maga is katonai szolgálatra jelentkezett, 1875–78 között Rudolf a liebenaui katonai iskolán tiszti képzésben vett részt. A ballisztika és a tüzérség lett a szakterülete. Rudolfhoz hasonlóan testvérei is a katonai pályán helyezkedtek el, Julius ezredes, míg Gustav őrnagy volt az Osztrák Császári Hadseregben (Landwehr). 1878-tól mostohaapja a „saját” egységénél, a 9. Feldjäger zászlóaljnál intézett neki beosztást. Ezzel Rudolf elkerülte azt, hogy az önkéntesekkel együtt kiküldjék a boszniai háborús övezetbe. Rudolf az alakulatnál vadász, címzetes alvadász, majd címzetes fővadász lett. 1879. szeptember 1-jétől hivatalosan is hadapród lett. 1880. január 1-jétől hadapród tiszthelyettes.

### Katonai karrierjének kezdetei
A jó eredményei miatt 1880. november 1-jén előléptették hadnaggyá (Leutnant). 1884–86 között a bécsi Katonai Akadémián tanult, aminek elvégzése után egyből a vezérkarba került mint főhadnagy (Oberleutnant). 1887. április 28-tól a bécsi 50. gyalogdandár vezérkari tisztjévé nevezték ki, 1889. október 15-étől a 8. hegyi dandár vezérkarában szolgált. Ekkoriban kapta meg a szerb Takovo-rend 5. osztályát (1887. október 7.) és a perzsa Nap és Oroszlán-rend 4. osztályát (1890. január 8.). 1890. május 1-jétől már 1. osztályú alezredesként a Mostarban állomásozó 18. gyaloghadosztály vezérkarához került, 1891. október október 18-ától a krakkói I. hadtest vezérkari tisztje.
1891-ben mostohaapjának családnevét felvéve, neve Rudolf Stöger-Steinerre változott. Mivel mostohaapja Ferenc József császártól néhány évtizeddel korábban megkapta az „Edler von Steinstätten” nevet, Josephnek sikerült engedélyeztetnie, hogy a nemességet és a címert két mostohafia örökölhesse. 1892. október 25-én felvette a Rudolf Stöger-Steiner Edler von Steinstätten nevet. Ugyanebben az évben, Grazban feleségül vette Marie von Linket („Mitzi”, 1867-1934), akinek tőle két gyermeke született, Margarete (1893–1969) és Johann (1896–1897), aki még csecsemőkorában elhalálozott.
Rudolf Stöger-Steiner csapataival 1893-tól a komáromi erődben állomásozott. 1895. május 1-étől ismét a 9. tábori vadászzászlóaljban szolgált, a következő év ugyanezen napján a VI. hadtest vezérkarának tisztje lett. 1896-ban Bécsbe ment, ahol a Theresium Katonai Akadémián tanított harcászatot 1899. szeptember 8-ig. 1899. november 1-jén léptették elő őrnaggyá (Major), kiváló oktatási teljesítményének köszönhetően. Erőfeszítéseit és elhivatottságát az oktatás iránt a Katonai Érdemkereszt 3. osztályával jutalmazták 1899. december 2-án.
1899. október 21-től csapatszolgálatra osztották be a vezérkari testben való meghagyásával, a 12. magyar (Parmann) gyalogezred 3. zászlóaljának parancsnoka lett, amelynek állomáshelye Magyarországon, Komáromban volt. 1901-ben édesanyja váratlanul elhunyt. Rudolf csaknem egy teljes évig, s szinte egész életében édesanyját gyászolta. 1901–1907 között tagja volt a törzstisztjelöltek vizsgáló bizottságának (Kommission zur Beurteilung der Stabsoffiziersaspiranten). Igyekezetét és felelősségérzet 1903. május 1-én ezredesi (Oberst) előléptetésével jutalmazták. 1906. szeptember 25-én kitüntették a császári és királyi Vaskorona-rend lovagkeresztjével. 1907. március 28-ától a 74. gyalogezred parancsnoka lett, 1909. március 18-tól az 56. görzi gyalogsági dandár parancsnoka. Ugyanezen év november 1-jén léptették elő vezérőrnaggyá (Generalmajor). 1910. március 24-én a Bruck an der Leithai katonai lövésziskola parancsnokává nevezték ki. Ez alatt az időszak alatt több külföldi kitüntetésben is részesült: Románia Csillaga érdemrend parancsnoki keresztje (1910. április 20.); Kínai Kettős Sárkány-rend 2. fokozatának 2. osztálya (1911. október 20.). 1912. július 22-én az a megtiszteltetés érte, hogy a császári és királyi Lipót-rend lovagjává avatták és ezzel párhuzamosan nevezték ki a 4. brünni gyaloghadosztály élére. A hadosztály vezérkari főnöke a magyar Rásky László ezredes lett. Még ugyanebben az évben, november 1-i dátummal altábornaggyá (Feldmarschalleutnant) léptették elő. 1913 júliusában megkapta a török Oszmán-rend 2. osztályát.

## Az első világháborúban

### Keleti front
1914-ben a „nagy háború” kitörésekor a 4. gyaloghadosztály a Moritz von Auffenberg báró által vezetett 4. hadsereg részeként harcolt a galíciai hadszíntéren (galíciai csata). Rudolf von Stöger-Steiner alakulatával önkéntesen részt vett, és oroszlánrészt vállalt az augusztus 24-én kezdődő kraśniki csatában, melyben az osztrák–magyar erők helyi jellegű győzelmet vívtak ki az orosz 4. hadsereggel szemben. Egyes vélemények és feljegyzések szerint ezért a tettéért Stöger-Steiner megkapta volna a Katonai Mária Terézia-rend lovagkeresztjét, de ez nem történt meg. (A háború után a Katonai Mária Terézia-rend bizottságnak kérelmet nyújtott be a kitüntetés iránt, de a felülvizsgálat befejezése előtt elhunyt.)
1914 augusztusában Auffenberg csapatai előrenyomultak Galíciában. Stöger-Steiner részt vett a győztes zamośći csatában, majd Komarów (ma Komarów-Osada, Lengyelország) elfoglalásában (komarówi csata). Auffenberg közel állt ahhoz, hogy az orosz 5. hadsereget oldalba támadja, de ekkor Franz Conrad von Hötzendorf tábornagy, a monarchia vezérkari főnöke arra utasította, hogy forduljon vissza déli irányba és igyekezzen a 3. hadsereg segítségére. Hötzendorf parancsát követve, rés nyílt az 1. és a 4. hadsereg között, amelyet az orosz 5. hadsereg azonnal kihasznált. Bár Auffenberg elkerülte a teljes bekerítést, azonban a rawai csata és a tuckowi hosszú visszavonulás során jelentős veszteséget szenvedett. A front déli és keleti részén is válságosra fordult a helyzet, az „orosz gőzhengerrel” szemben pedig az osztrák–magyar alakulatok kiszorultak Galíciából és a San folyó mögé kényszerültek visszavonulni.
A harctéren bekövetkezett vereség ellenére a felsőbb vezetés elismerte Von Steinstätten harctéri teljesítményét, 1914. október 3-án Stöger-Steiner altábornagy megkapta a Porosz Vaskereszt-rend 2. osztályát hadidíszítménnyel. 1914 novemberében a 4. hadosztályt áthelyezték az 1. hadseregbe, Viktor Dankl parancsnoksága alá, majd alakulatával együtt átszállították Krakkóba. 1914–15 telén részt vett a Kárpátokban vívott véres harcokban, melyek során Dankl hadserege sikertelen próbálkozásokat tett, hogy a Dunajec vonala mögül kitörjön.
Von Steinstätten 1915. április 21-től az ún. Stöger-Steiner-csoport, majd május 11-től a Stöger-Steiner kombinált gyaloghadosztály (Kombinierte Division Stöger-Steiner) parancsnoka. Alakulatával részt vett az 1915. május 2-án megindított Gorlice–Tarnów offenzívában, sikeresen átkelt a Visztula folyón és elfoglalta Annopol és Józefów településeket. Stöger-Steiner altábornagy 1915. augusztus 3-án kapta meg a Katonai Érdemkereszt 2. osztályát hadidíszítménnyel, majd pedig a porosz Vaskereszt érdemrend 1. osztályát a sikeres katonai hadműveletért. Hadosztályát június 7-én átkeresztelték és mint a császári és királyi 62. gyaloghadosztályt vezette egészen július 26-ig, amikor is a tábornokot áthelyezték új nyugati frontvonalra, az olasz frontra.

### Az olasz fronton
Stöger-Steiner bárót 1915. július 26-án helyezték át az olasz frontra, ahol a 15. hadtest parancsnokságát vette át Vinzenz von Fox gyalogsági tábornoktól. Feladata az volt, hogy közvetlenül az olasz határon a Monte Nero–Tolmein–Santa Lucia–Auzza vonalon lásson el védelmi feladatokat. 1915. november 1-jén léptették elő gyalogsági tábornokká. A 15. hadtest már részt vett az október 18-án kezdődött harmadik isonzói csatában, ahol a monarchia sikeresen visszaverte az olasz sereg támadását. Ez annak volt köszönhető, hogy a parancsnokok felderítő állásokat létesítettek, így az olasz támadások sosem érték váratlanul hadseregüket. A létszámfölényben lévő olasz rohamot Svetozar Borojević taktikája állította meg, aki az egyszerű frontvonalbeli védekezést a felderítéssel és a csapatok nagyszámú átcsoportosításával kombinálta. Az olasz támadás kifulladása után Boroević támadást indított a Monte San Michele ellen, nagy károkat okozva ezzel a kimerült olasz csapatoknak. Stöger-Steiner altábornagy sikeresen szervezte meg a védekezést a Monte Nero (Krn) hegytömbnél.
Az osztrák–magyar csapatoknak csupán egy hetük maradt készleteik pótlására, hiszen november 10-én megindult az ellenséges olasz támadás, kezdetét vette a negyedik isonzói csata. Bár a csata főleg Görz térségében zajlott, kisebb, de eredményesebb olasz hadmozdulatok történtek az Isonzó folyó felső és alsó folyásánál is. Az olasz 2. hadsereg elfoglalta Oslaviát, az olasz 3. hadsereg pedig a tengerpart irányába nyomult előre, itt néhány kilométerre betört a Monarchia területére. Boroević vezérezredes új védelmi vonalakat épített ki az olasz támadás megállítására, de az offenzívát végül a tél beköszönte állította le.
1916-ban Viktor von Scheuchenstuel táborszernagy így jellemezte felettesét, Stöger-Steiner tábornokot: „Sokoldalú, igen hasznos, magas rangú tiszt. A katonai oktatás terén és a csatákban is kiemelkedő vezetői tulajdonságokkal rendelkezik. Nyugodt, határozott, megfontolt, tele önbizalommal. A nehéz helyzetek kezelésére igencsak alkalmas. Különleges tulajdonságai révén ő is alkalmas arra, hogy vezetői beosztást kapjon.”
Stöger-Steiner gyalogsági tábornok vezetése és katonai tulajdonságai jelentős szerepet játszottak az isonzói csaták végső megnyerésében. 1916. március 2-án megkapta a Vaskorona-rend nagykeresztjét hadidíszítménnyel. Az olaszok március 9-én indították meg következő támadásukat. Az ellenségnek sikerült elfoglalnia Görzöt, de mivel Trentino térségében a Monarchia hadereje, Jenő főherceg és Stöger-Steiner tábornok vezetésével, váratlan csapást mért az olasz védőállásokra és előrenyomulásba kezdett, Luigi Cardona olasz főparancsnok március 17-én kénytelen volt leállítani az isonzói csatát, és átcsoportosítani erőit az Alpok térségébe. Görzöt a Monarchia csapatai március végére visszafoglalták. Ugyanezen év június 4-én Steiner-Stögert katonai titkos tanácsossá nevezték ki.
1916. augusztus 6-án megkezdődött a hatodik isonzói csata. A csaknem háromszoros létszámfölényben lévő olasz csapatok frontális támadást indítottak Görz térségében az Osztrák–Magyar Monarchia csapatai ellen. Stöger-Steiner tábornok komoly védelmet szervezett, sőt még erősítést is kapott Szerbiából, de a támadás kezdete utáni harmadik napon az olaszok elfoglalták Görzöt, és megkezdték az átkelést az Isonzón. Stöger-Steiner csapatai megkezdték a hátrálást a Monte Nero–Tolmein vonalig. A frontvonal másik részén Doberdónál az olaszok egyre nagyobb területeket szereztek meg, s mintegy öt kilométert vonultak előre egy közel 20 km-es frontszakaszon. Svetozar Boroevic csapataival visszavonult, és egy újabb frontvonal létrehozásába kezdett. A támadást augusztus 17-én állították le, miután a térségbe egyre nagyobb számban érkeztek meg a Monarchia hadosztályai Tirolból.
1916. szeptember 14-én vette kezdetét a hetedik isonzói csata. A harc az olasz egységek előrenyomulásával kezdődött, akik azonban elakadtak a Monarchia frontvonalán. A támadás rendkívül nagy veszteséggel zárult. Az olasz hadvezetés szeptember 17-én elrendelte a visszavonulást. Boroevic Doberdónál, Stöger-Steiner Monte Nero–Tolmeinnél megkezdte a nagyobb jelentőségű védelmi rendszer kiépítését, mely október elejére el is készült. Az olasz egységek Luigi Cadorna vezetésével október 9-én indítottak támadást. Cadorna tábornok Görzben vonta össze csapatait, hogy stratégiai cél nélkül támadhasson. A harc szinte teljesen felőrölte az olasz csapatokat, ugyanis Stöger-Steiner 15. hadteste nyugatról, a kombinált Stöger-Steiner hadosztály padig keletről próbálta körbekeríteni az olasz csapatokat, majd sikeresen visszaverték az ellenséges támadást. Az olasz csapatok Görzbe vonultak vissza területnyereség nélkül. Stöger-Steiner csapatai déli irányba előrenyomultak, és az Isonzó folyó keleti partjainál készültek fel a következő támadásra.
1916. október 31-én vette kezdetét a kilencedik isonzói csata. Maga a támadás Görz térségéből indult, de a Monarchia csapatainak állásait még megközelíteni sem sikerült. Az olaszok 4 napos csata után visszavonultak és berendezkedtek a frontvonalukban az 1916-os télre.
Rudolf von Stöger-Steiner gyalogsági tábornok 1916. november elején Bécsbe utazott, hogy egyre súlyosodó betegségét kezeltesse. A 15. hadtest parancsnokságát Karl Scotti altábornagy vette át. Az egyre súlyosbodó betegségből viszonylag sikerült őt kigyógyítani, de teljesen nem.

### A Monarchia közös hadügyminisztereként

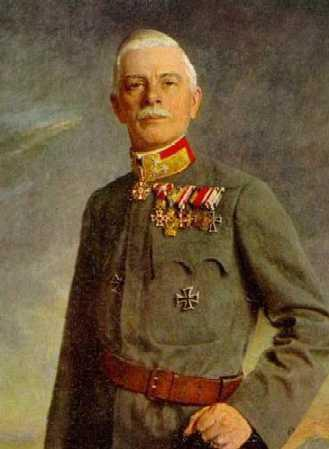
Rudolf Stöger-Steiner von Steinstätten gyalogsági tábornok, hadügyminiszter (Tom von Dreger műve)

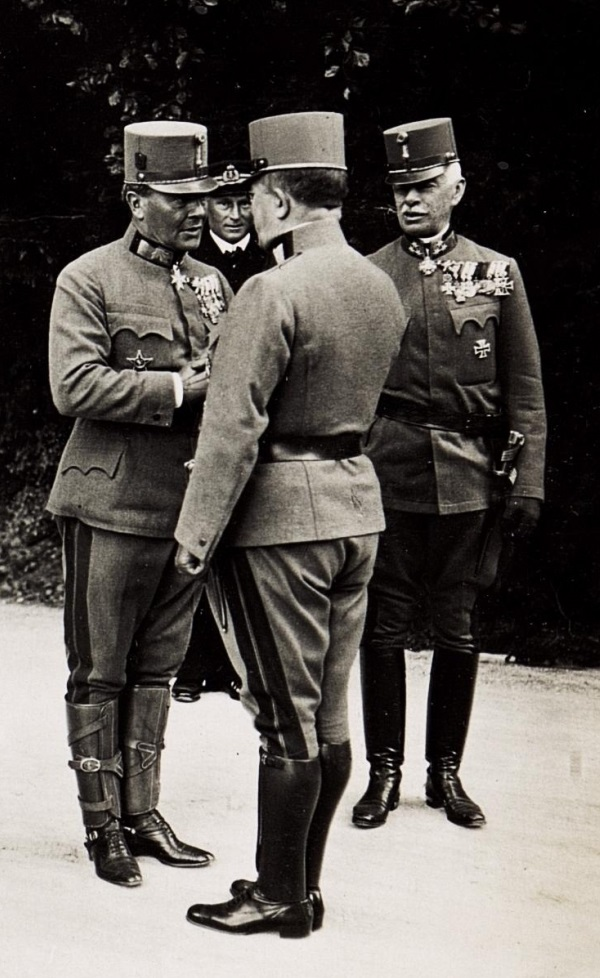
Von Steinstätten hadügyminiszter (jobbra) a Katonai Mária Terézia-rend 1917. augusztus 17-én megtartott 180. adományozási ünnepségén (a kép balszélén Kövess Hermann tábornagy, vele szemben háttal Arthur Arz von Straussenburg tábornok, vezérkari főnök)

1916. november 21-én elhunyt Ferenc József császár és király. Az új uralkodó, I. Károly császár (IV. Károly néven magyar király) már 1917 elejétől kezdve eleinte titokban, majd egyre nyíltabban az antanthatalmakkal való különbéke megkötésére tett erőfeszítéseket. Célja az volt, hogy még a katonai vereség előtt megegyezésre jusson, megelőzze a háború utáni forradalmi megmozdulásokat, ezzel átmenthesse a birodalmat a háború utáni időkre. Ezen erőfeszítések érdekében első lépésként jelentős személycseréket hajtott végre a Monarchia vezetésében. Közös külügyminiszterré Burián István helyett Ottokar Czernint, a volt bukaresti követet nevezte ki. Az 1916. október 21-én meggyilkolt gróf Karl von Stürgkh osztrák miniszterelnök helyére Károly bizalmasa, Heinrich von Clam-Martinic gróf lépett, de 1917 elején Bécsben Tisza István magyar miniszterelnök menesztését is mérlegelték.
Károly a katonai vezetésben is változtatásokat eszközölt. 1917. március 1-jén az uralkodó leváltotta a vezérkar éléről a politikai kérdésekben is túlzott befolyással rendelkező Franz Conrad von Hötzendorf vezérezredest, majd vele együtt a hadügyminiszter, Alexander von Krobatin is távozásra kényszerült. Károly ezen posztok élére olyan tábornokokat kívánt állítani, akik a harctéren jelentős eredményeket értek el, és jól értettek a katonai kérdésekhez, ugyanakkor tartózkodtak attól, hogy jelentősebben beleszóljanak a politikai döntéshozatalba. Ezen szemlélet mentén került a vezérkar élére a keleti- és a román frontokon győzelmeket elérő Arthur Arz von Straussenburg gyalogsági tábornok, míg minden bizonnyal ugyanez is közrejátszhatott Stöger-Steiner hadügyminiszteri kinevezéséhez.
Az uralkodó 1917. április 12-i dátummal nevezte ki a gyalogsági tábornokot a dualista állam közös hadügyminiszterévé. Az új miniszter feladata igen nehéznek volt mondható, az utóbbi időkben a hadügyminisztérium döntésköre jelentősen beszűkült, a vezérkari főnök és a Császári és Királyi Hadsereg hadsereg-főparancsnokságának (németül Armeeoberkommando, röviden AOK) szerepe a katonai döntéshozatalban jelentősen megnőtt. IV. Károly újra bevezettette a parlamentáris kormányzatot. A magyar politikusok ezzel nem értettek egyet, így az osztrák–magyar hadsereg is két részre szakadt. Mindezeket figyelembe véve Stöger báró egy szinte lehetetlen feladat végrehajtását kapta. Szokásos aktivitásával a legnehezebb munkát kezdte meg, elkezdte a hadügyminisztérium átszervezését. A felosztott és alkalmatlan részlegeket eltörölt, némely osztályokat összeolvasztott, s volt, amiket újonnan hozott létre, hogy a minisztérium alkalmas legyen a háborús helyzet kezelésére. Továbbá megalkotta az új független bizottságot, de még mindig alárendelte a minisztériumnak. Ezek voltak a Zentraltransportleitung, (Központi Szállítási Osztály) a Kriegsüberwachungsamt (Háborús Felügyelő Hivatal), a Kriegsfürsorgeamt (Háborús Jóléti Hivatal), a Zentralevidenz (Központi Hírszerzés) és végül a Generalinspektorat für das Heimkehrerwesen. (Általános Felügyelőség a Hazatelepített Hadifoglyok Részére). 1917. április 22-én kapta meg a Vöröskereszt Társaság 1. osztályú érdemérmét hadidíszítménnyel, majd április 29-én a Lipót-rend 1. osztályát hadidíszítménnyel és kardokkal. Megbecsülése jeléül a szövetséges Német Birodalomtól megkapta a Vaskereszt-rend 1. osztályát, az Oszmán Birodalomtól pedig az Imtiaz-rend Arany fokozatát, ezen kívül a Vas Félhold-rend háborús keresztjét. 1917-ben megkapta az összes osztrák–magyar kitüntetés hadidíszítményét. 1917. augusztus 11-én megkapta a Vöröskereszt Társaság érdemcsillagát. 1917. augusztus 15-én személyes dicséretben részesült Károly császártól, egyúttal kitüntették az osztrák katonai érdemrend bronz fokozatával (Signum Laudis).
Magas beosztása ellenére, nem volt sikeres a politikában. Stöger-Steiner báró részt vett a Miniszteri Tanács ülésein, de egyre romló egészsége miatt nem volt esélye a hivatásos politikusokkal szemben. Figyelembe véve az egészségét a tárgyalások már megerőltetők voltak a számára, különösen a magyar politikusok jelentettek problémát, akik szinte mindenben ellent mondtak neki. Gyakran tekintették „nyugdíjasnak”, de őt közötte a hűségesküje a császárhoz és az államhoz. 1918. május 1-jén léptették elő vezérezredessé. Hadügyminiszteri posztja miatt több külföldi kitüntetésben is részesült: a Vörös Sas-rend 1. osztálya kardokkal, a Bajor Katonai Érdemrend nagykeresztje kardokkal, a szász Albrecht-rend nagykeresztje és arany csillagja a kardokkal, a württembergi Korona-rend nagykeresztje kardokkal, a Schaumburg-Lippe háborús érdemkereszt, a Német Lovagrend Mária-keresztje, a Szuverén Máltai Lovagrend Magisztrátusi – Nagykeresztje. 1918. augusztus 14-én tiszteletből újra megkapta a 9. Feldjäger hadtest parancsnokságát.
A katonai helyzet folyamatosan romlott. A katonaság nem tudott javítani az élelmezésen. A nagyobb városokban egyre rosszabb lett a helyzet, több megmozdulás és sztrájk tört ki az éhezés miatt a polgári lakosság körében. 1918. október 30-án Stöger-Steiner vezérezredes éppen útban volt hazafelé a minisztertanács üléséről, amikor tömeg vette körül az autóját, betörték az ablakot, levették a fejéről a kalapját és letépték róla a királyi kokárdát. A cselekmény nem irányult személyesen a hadügyminiszter ellen, az utóbbi napokban több császárhű tisztet ért hasonló inzultus.
1918 őszén Arz Artúr vezérkari főnök és Stöger-Steiner hadügyminiszter már látták, hogy elkerülhetetlen a központi hatalmak összeomlása. Megpróbáltak közös egyezséget kötni Károly császárral, hogy fegyverszüneti egyezményt kössenek Olaszországgal. November 3-án Károly lemondott a haderő főparancsnokának tisztéről, és Arz Artúr bárót szerette volna kinevezni legfelsőbb hadparancsnokának, azonban Arz elutasította a kinevezést. Károly ezért Kövess Hermann tábornagyot nevezte ki főparancsnoknak. Ugyanezen a napon fegyverszünetet is kért az antanthatalmaktól, elismerte az október 31-én kikiáltott Magyar Köztársaság függetlenségét, elfogadta az utódállamok nemzeti hadseregeinek létrejöttét. 1918. november 3-án megszületett a padovai fegyverszüneti egyezmény. A császári és királyi haderő főparancsnoksága azonnal elfogadta a fegyverszünetet, csapataik beszüntették a harctevékenységeket. Az olaszok azonban a fegyverszünet elfogadása után azonnal támadást indítottak, és a következő napokban kis híján 400 000 osztrák–magyar katonát ejtettek hadifogságba, akik már azt hitték, béke van.
1918. november 11-én Stöger-Steiner vezérezredes kézzel írott levelet kapott IV. Károlytól, aki megparancsolta neki, hogy maradjon a posztján és felügyelje tovább a hadsereg leszerelését, a katonák hazaszállítását. Stöger bárót a tisztikar többi tagjával együtt december 1-jével nyugállományba helyezték.
Nyugdíjazását követően teljes mértékben visszavonult a katonai és politikai ügyektől, feleségével együtt Grazban telepedtek le. Rudolf Stöger-Steiner Freiherr von Steinstätten, az Osztrák–Magyar Monarchia utolsó hadügyminisztere 1921. május 12-én, 60 éves korában grazi otthonában hunyt el, még a háború első évében szerzett betegsége következtében.

## Kitüntetései

### Hazai kitüntetései
| - Jubileumi Emlékérem a fegyveres erők számára 1898 (1898. december 2.) - Katonai Érdemkereszt III. osztálya (1899. szeptember 2.) - Katonai Tiszti Szolgálati Jel III. osztálya (1903. április 29.) - Osztrák Császári Vaskorona-rend III. osztálya (1906. szeptember 28.) - Katonai Jubileumi Kereszt 1908 (1908. december 2.) - Osztrák Császári Lipót-rend lovagkeresztje (1912. július 22.) - Katonai Tiszti Szolgálati Jel II. osztálya (1913. április 29.) - Osztrák Császári Vaskorona-rend II. osztálya hadidíszítménnyel (1914. október 3.) - Katonai Érdemkereszt II. osztálya hadidíszítménnyel (1915. augusztus 3.) | - Osztrák Császári Vaskorona-rend I. osztálya hadidíszítménnyel (1916. március 2.) - Vöröskereszt I. osztályú Díszjelvénye hadidíszítménnyel (1916. április 22.) - Osztrák Császári Lipót-rend I. osztálya hadidíszítménnyel és kardokkal (1917. április 29.) - Vöröskereszt Érdemcsillaga hadidíszítménnyel (1917. augusztus 3.) - Bronz Katonai Érdemérem hadidíszítménnyel (1917. augusztus 15.) - Osztrák Császári Vaskorona-rend II. osztályához (hadidíszítménnyel) kardok - Katonai Érdemkereszt II. osztályához (hadidíszítménnyel) kardok - Osztrák Császári Vaskorona-rend I. osztályához (hadidíszítménnyel) kardok |

### Külföldi kitüntetései
| - Szerb Takovo-rend V. osztálya (1887. október 7.) - Perzsa Nap és Oroszlán-rend IV. osztálya (1890. január 8.) - Románia Csillaga érdemrend parancsnoki keresztje (1910. április 20.) - Román Korona-rend nagytiszti keresztje (1911. július 28.) - Kínai Kettős Sárkány-rend II. osztályának második fokozata (1911. október 20.) - Török Oszmán-rend II. osztálya (1913. július 19.) - Német Vaskereszt II. osztálya (1915. május 28.) - Török arany Imtiaz-érem (1917. december 13.) - Török Dicsőség-rend érdemérme (1917. december 13.) | - Lippei Háborús Érdemkereszt (1917. december 13.) - Német Lovagrend Mária Keresztje (1918. május 1.) - Porosz Vörös Sas-rend I. osztálya kardokkal (1918. június 4.) - Bajor Katonai Érdemrend nagykeresztje kardokkal (1918. június 9.) - Schaumburg-Lippe Hercegség Hű Szolgálatért Érdemkereszt (1918. június 9.) - Szász Albert-rend nagykeresztje csillaggal és kardokkal (1918. június 16.) - Württembergi Korona-rend nagykeresztje kardokkal (1918. június 16.) - Máltai lovagrend magisztrális nagykeresztje (1918. szeptember 22.) |

### Egyéb kitüntetései, elismerései
- osztrák nemesség és nemesi előnév (1892. október 25.)
- császári és királyi titkos tanácsos (1916. június 4.)
- osztrák bárói rang (1918. április 28.)[18]
- a császári és királyi 9. tábori vadászzászlóalj tulajdonosa (1918. augusztus 12.)[1][19]